# Luke (Maryland)
Luke – miasto w Stanach Zjednoczonych, w stanie Maryland, w hrabstwie Allegany.